# Кучерявка стиснута
Кучерявка стиснута (Ulota coarctata) — вид мохів порядку прямоволосникальних (Orthotrichales).

## Поширення
Батьківщиною є Європа, Північна Америка.
Населяє стовбури, гілки листопадних і хвойних дерев; низькі висоти.

## Характеристика

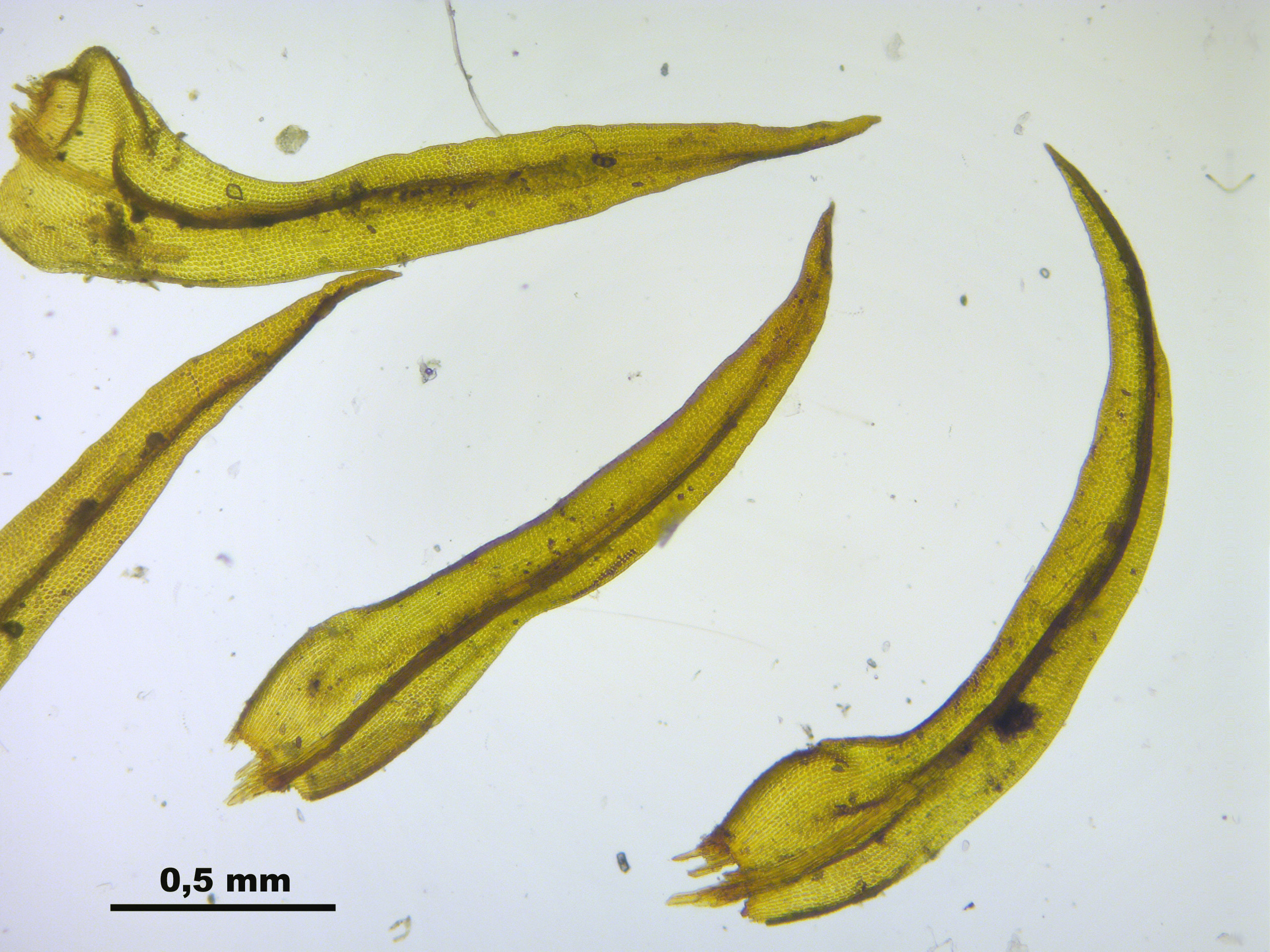

Рослини 0.5–1.5 см. Стебла прямовисні. Стеблові листки злегка закручені, в сухому стані прямовисно-зігнуті, від вузьколанцетних до ланцетних, 1.5–2.5 мм; основа яйцеподібна чи довгаста; поля вигнуті; верхівка гостра. Спеціалізоване нестатеве розмноження відсутнє. Статевий стан автоіктичний. Коробочкові ніжки 1.5–4 мм. Коробочка від обернено-яйцюватої до подовжено-обернено-яйцюватої, 1.1–2.8 мм. Спори 19–26 мкм.